# Odise Roshi
Odise Roshi (n. 22 mai 1991, Fier, Regiunea Fier, Albania) este un fotbalist albanez care joacă pe postul de fundaș dreapta pentru clubul rus Ahmat Grozîi și pentru echipa națională a Albaniei.
Roshi și-a început cariera de fotbalist profesionist pentru Apolonia Fier, la care a jucat trei ani. În 2009 a ajuns la Flamurtari Vlorë, unde a devenit unul dintre cei mai importanți jucători. Sezonul 2010-2011 sa dovedit a fi sezonul în care a început să se remarce, fiind transferat de 1. FC Köln din Bundesliga. Roshi nu a reușit să se impună la Köln, și după un sezon a semnat un contract cu FSV Frankfurt din 2. Bundesliga. În timpul perioadei jucate pentru Bornheimer, Roshi a apărut în mai mult de 70 de meciuri de campionat, iar în 2015 a fost vândut la HNK Rijeka din Croația. A plecat de la această echipă din cauză că era nemulțumit de statutul de rezervă, semnând cu echipa rusă Ahmat Groznîi.
Roshi a jucat pentru Albania sub 17 ani și sub 21 înainte de a-și face debutul în 2011. De atunci a strâns 50 de selecții și a făcut parte din lotul care a făcut deplasarea la Campionatul European din 2016.

## Cariera pe echipe

### Cariera timpurie
Roshi s-a născut în Fier, Albania. Crescând în Fier, Roshi și-a început cariera la tineret la vârsta de 10 ani și în cele din urmă a ajuns la Apolonia Fier în 2008. În timpul carierei sale la tineret, el a dat probe pentru Paris Saint-Germain, dar nu a reușit să-i convingă pe parizieni să-l păstreze. Roshi a avansat prin grupele de juniori și tineret ale Apolonei și a intrat în echipa mare la vârsta de șaisprezece ani.

### Apolonia Fier
Roshi a jucat cinci meciuri pentru Apolonia în sezonul 2006-2007. El a jucat bine, însă Apolonia a fost retrogradată în a Doua Ligă a Albaniei.
Jucând constant în prima divizie, Roshi a fost determinant în clasarea printre primele două locuri, lucru ce a dus la promovarea Apoloniei în Superliga Albaniei.
Meciurile bune făcute la echipa de club i-a adus primele convocări la naționalele de tineret. El a ajutat-o pe Apolonia să termine sezonul la mijlocul clasamentului.

### Flamurtari Vlorë
În iulie 2009, Roshi a semnat cu Flamurtari Vlorë. El și-a făcut debutul într-un meci oficial în timpul unui meci contând pentru calificările în Europa League, în care Flamurtari a jucat împotriva clubului scoțian Motherwell. Roshi a jucat bine în ambele manșe și a marcat un gol în deplasare, însă Flamurtari a fost eliminată. Primul său meci în campionat a avut loc pe 23 august în meciul de deschidere împotriva Tiranei, care s-a încheiat cu o victorie scor 3-1, iar Roshi a marcat al doilea gol. În primul său sezon, Roshi a jucat 29 de meciuri în campionat și a marcat 3 goluri, strângând 2067 minute pe teren, cu Flamurtari terminândpe locul 5 în campionat și nereușind să obțină un loc în competițiile europene.

### Köln
La sfârșitul sezonului 2010-2011, au existat speculații conform cărora Roshi ar fi dorit de clubul belgian Anderlecht , precum și de clubul german 1. FC Köln. La 19 mai 2011, Roshi a semnat un acord pe patru ani cu Köln din postura de jucător liber de contract. Președintele lui Köln, Volker Finke a declarat că Roshi este un jucător „foarte talentat”, cu un viitor promițător ca mijlocaș ofensiv.
Roshi și-a făcut debutul în Bundesliga pentru Köln la 6 august 2011 împotriva lui VfL Wolfsburg, intrând în minutul 83 în locul lui Kevin Pezzoni, în încercarea antrenorului Stale Solbakken de a întări atacul. Roshi a marcat primul gol pentru Köln pe 5 februarie 2012, la doar 99 de secunde după ce a intrat pe teren în minutul 72, iar golurile sale au fost decisive, deoarece Köln a câștigat 1-0 cu Kaiserslautern. De asemenea, cu această victorie, Köln și-a încheiat seria de trei înfrângeri, fiind prima victorie a lui Köln asupra lui Kaiserslautern în peste 22 de ani. Roshi i-a dat o pasă de gol lui Milivoje Novaković împotriva lui 1. FC Nürnberg două săptămâni mai târziu, în înfrângerea cu 2-1. Roshi a reușit să joace 3 meciuri ca titular și a încheiat sezonul cu 20 de meciuri, marcând un gol și dând o pasă de gol.

### FSV Frankfurt
La 6 august 2012, s-a anunțat faptul că Roshi, pe atunci în vârstă de 21 de ani, va fi împrumutat la FSV Frankfurt pe un an. Coechipierul său albanez Edmond Kapllani a ajuns la echipă cu lună mai devreme. Uwe Stöver, directorul sportiv al lui FSV Frankfurt, a declarat că Roshi și-a demonstrat calitățile în sezonul precedent de Bundesliga pentru Köln și a fost convins că aducerea lui Roshi va îmbunătăți jocul ofensiv al Frankfurtului.
Roshi a dat o pasă de gol împotriva lui FC Erzgebirge Aue în cea de-a treia etapă a sezonului 2012-2013. La 21 septembrie 2012, Roshi a marcat primul gol pentru Frankfurt împotriva lui FC St. Pauli. A înscris cu un șut din afara careului. La 27 aprilie 2013, a marcat al doilea gol al lui Frankfurt cu Dynamo Dresda în minutul 84, la 10 minute după ce a intrat pe teren în victoria cu  3-1.
La 4 aprilie 2014, în absența coechipierului și compatriotului Edmond Kapllani din cauza unei accidentări, Roshi a jucat ca mijlocaș ofensiv și a marcat în minutul 61 într-o înfrângere 1-2 împotriva lui VfR Aalen. Pentru golul marcat și meciul bun jucat de Roshi, acesta a fost inclus în echipa etapei în 2. Bundesliga.
După ce a suferit niște probleme musculare, la 8 februarie 2015, Roshi s-a întors la echipă și a marcat în meciul cu 1. FC Nürnberg  El a început ca titular alături de Mohamed Amine Aoudia și a marcat primul gol al victoriei cu 2-1. Roshi a marcat din nou în meciul cu Red Bull Leipzig la 15 februarie 2015, câștigând cu 1-0.

### HNK Rijeka
După ce Roshi a refuzat să-și prelungească contractul cu FSV Frankfurt, la 6 iunie 2015 a semnat un contract pe trei ani cu echipa HNK Rijeka din Prima Ligă Croată. Roshi s-a refăcut și a jucat cu Slaven Belupo Koprivnica la 19 iulie 2015, intrând pe teren din postura de rezervă. El a fost o rezervă neutilizată pentru acel meci. Roshi și-a făcut debutul pentru Rijeka în meciul din Europa League cu Aberdeen de pe 23 iulie 2015. El a înscris primul gol pentru club în victoria cu 4-1 cu Zagreb la 4 octombrie 2015.

### Terek / Ahmat Groznîi
La 21 iulie 2016, Roshi a semnat cu FC Terek Groznîi din Prima Ligă Rusă.
La 2 aprilie 2017, Roshi i-a oferit o pasă de gol lui Magomed Mitrishev în minutul 31 al meciului cu Amkar Perm, care a dus partida la 1-1 și a ajutat-o pe Terek să obțină remiza, deoarece scorul nu sa schimbat până la sfârșit.
La 18 august 2018 a suferit o ruptură a ligamentelor încrucișate anterioare, care l-au ținut pe tușă timp de șase luni.

## Cariera la națională

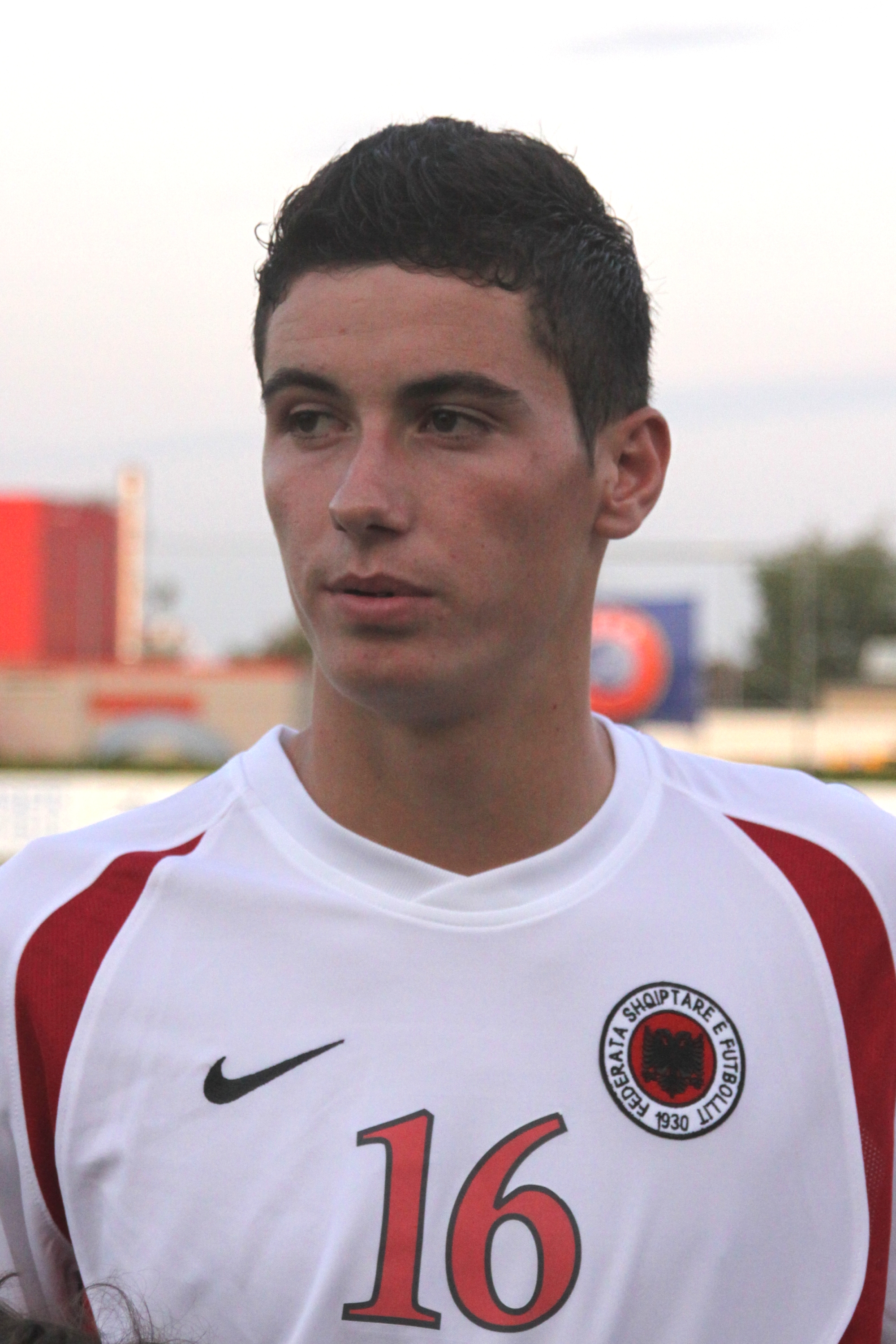
Roshi jucând pentru Albania U 21.

Roshi a fost convocat de 3 ori pentru echipa de sub 17 ani a Albaniei în campania de calificare la Campionatul European din 2008, sub conducerea lui Shpëtim Duro, debutând la 27 octombrie 2007 în meciul pierdut cu 3-0 împotriva Olandei. Albania U17 a fost eliminată din runda de calificare, făcând doar un egal și două înfrângeri, cu un gol marcat și 10 primite.

### Albania U21
Roshi a fost convocat pentru prima dată la echipa Albaniei sub 21 de ani de către antrenorul Artan Bushati pentru meciul de calificare la Campionatul European de tineret sub 20 de ani al UEFA în 2011, împotriva Azerbaidjanului U21 pe 5 septembrie 2009. El și-a făcut debutul împotriva Azerbaijanului, intrând la pauză în locul lui Hair Zeqiri. Albania U21 a câștigat meciul cu 1-0, în urma unui autogol marcat de Eshgin Guliev în minutul 63. După ce a jucat bine în a doua repriză a acestui meci, în următorul meci împotriva Austriei U21, care s-a jucat patru zile mai târziu, Roshi a început ca titular și a marcat primul gol în minutul 41. Austria U21 a câștigat meciul cu 3-1 după ce a marcat toate cele 3 goluri în primele 13 minute ale meciului. Roshi a jucat în patru din următoarele șase meciuri de calificare și a marcat încă 2 goluri. Albania U21 a terminat pe locul patru din cinci echipe, având o victorie, un egal și 6 înfrângeri, cu 11 goluri marcate și 20 primite.
Roshi a fost chemat din nou de Artan Bushati, jucând în meciurile din calificările contând pentru Campionatul European sub 21 de ani din 2013 împotriva Poloniei U21 într-o înfrângere scor 3-0 pe 2 septembrie 2011 și într-o victorie 4-3 împotriva Moldovei U21 pe 6 septembrie, fiind integralist.

### Echipa națională a Albaniei
După ce a fost chemat pentru prima dată la echipa națională mare a Albaniei de către Josip Kuze la data de 30 septembrie 2011, Roshi a debutat pentru aceasta la 7 octombrie, fiind integralist în penultimul meci de calificare la Campionatul European din 2012 împotriva Franței, care s-a încheiat cu o înfrângere scor 3-0.
Roshi a continuat apoi să facă parte din echipa națională, jucând în mai multe amicale pentru aceasta, făcând parte și din lotul echipei convocat în septembrie 2012 pentru meciurile de calificare la Campionatul Mondial din 2014 împotriva Ciprului și Elveției. El a jucat numai în al doilea meci împotriva Elveției, care s-a terminat cu o înfrângere cu 2-0, cu Roshi intrând pe teren din postura de rezervă. Roshi a înscris primul său gol la națională pe 16 octombrie, în meciul cu Slovenia, înscriind dintr-o centrare furnizată de Emiljano Vila, în urma căreia echipa sa a câștigat cu 1-0. Roshi a terminat grupa de calificare la Campionatul Mondial, jucând 8 meciuri, dintre care 5 ca titular, strângând 564 de minute, în timp ce Albania a terminat pe locul 5 în grupa E.
Roshi a jucat mai puțin în meciurile de calificare pentru Campionatul European din 2016, jucând în numai cinci meciuri. În meciul de deschidere împotriva Portugaliei la 7 septembrie 2014, Roshi i-a dat o centrare lui Bekim Balaj care a marcat singurul gol al partidei. A fost, de asemenea, prima victorie împotriva echipei „Seleção das Quinas”. A ratat meciurile din octombrie 2014 din cauza unei accidentări. El a jucat 90 de minute în meciul final împotriva Armeniei, dând pasa de gol pentru al treilea gol al Albaniei marcat de Sadiku. Albania a câștigat partida cu 3-0, în urma căreia și-a obținut locul la turneul final al UEFA Euro 2016, fiind pentru prima dată în istoria Albaniei când se califică la un turneu final.
La data de 21 mai 2016, Roshi a fost numit în lotul lărgit al Albaniei de 27 de jucători pentru UEFA Euro 2016 și în lotul definitiv al Albaniei de 23 de jucători care au participat la Campionatul European din 2016 pe 31 mai.
El a jucat ca titular în meciul de deschidere al grupei A împotriva Elveției, pe care Albania l-a pierdut cu 1-0. Avea să joace și în celelalte două meciuri din grupe, inclusiv în victoria cotnra României scor 1-0, fiind prima din istoria Albaniei la un turneu final. Echipa sa s-a clasat pe locul 3 în Grupa A cu trei puncte și cu un golaveraj de -2 și a terminat pe ultimul loc dintre echipele de pe locul al treilea, lucru care a dus la eliminarea din competiție.
Roshi a marcat cel de-al doilea gol la națională după cinci ani în meciul amical pierdut cu 1-2 cuLuxemburg, în iunie 2017. El a fost capitanul Albaniei pentru prima dată în cea de-a 48-a selecție pe 26 martie 2018, jucând în prima repriză a înfrângerii cu Norvegia, scor 0-1.

## Poreclă
Roshi a fost supranumit Raketa (Racheta) din cauza vitezei sale. La antrenamentele de la Köln, Roshi a alergat 30 de metri în 3,7 secunde și 100 de metri în 10,9 secunde, reușind să obțină cel mai bun timp din echipa sa.

## Statistici privind cariera

### Club
Până pe 13 mai 2018 
| Club             | Sezon         | Campionat                | Campionat | Campionat | Cupă        | Cupă   | Europa  | Europa | Altele  | Altele | Total   | Total  |
| Club             | Sezon         | Divizie                  | Meciuri   | Goluri    | AMeciuripps | Goluri | Meciuri | Goluri | Meciuri | Goluri | Meciuri | Goluri |
| ---------------- | ------------- | ------------------------ | --------- | --------- | ----------- | ------ | ------- | ------ | ------- | ------ | ------- | ------ |
| Apolonia Fier    | 2006–2007     | Superliga Albaniei       | 4         | 0         | —           | —      | —       | —      | —       | —      | 4       | 0      |
| Apolonia Fier    | 2007–2008     | Prima Divizie a Albaniei |           |           |             |        | —       | —      | —       | —      |         |        |
| Apolonia Fier    | 2008–2009     | Superliga Albaniei       | 17        | 0         | 4           | 0      | —       | —      | —       | —      | 21      | 0      |
| Apolonia Fier    | Total         | Total                    | 21        | 0         | 4           | 0      | —       | —      | —       | —      | 25      | 0      |
| Flamurtari Vlorë | 2009–2010     | Superliga Albaniei       | 29        | 3         | 1           | 0      | 2       | 1      | —       | —      | 32      | 4      |
| Flamurtari Vlorë | 2010–2011     | Superliga Albaniei       | 22        | 5         | 2           | 0      | —       | —      | —       | —      | 24      | 5      |
| Flamurtari Vlorë | Total         | Total                    | 51        | 8         | 3           | 0      | 2       | 1      | —       | —      | 56      | 9      |
| 1. FC Köln       | 2011–2012     | Bundesliga               | 20        | 1         | —           | —      | —       | —      | —       | —      | 20      | 1      |
| FSV Frankfurt    | 2012–2013     | 2. Bundesliga            | 30        | 2         | 2           | 0      | —       | —      | —       | —      | 32      | 2      |
| FSV Frankfurt    | 2013–2014     | 2. Bundesliga            | 23        | 1         | 2           | 0      | —       | —      | —       | —      | 25      | 1      |
| FSV Frankfurt    | 2014–2015     | 2. Bundesliga            | 21        | 3         | 1           | 0      | —       | —      | —       | —      | 22      | 3      |
| FSV Frankfurt    | Total         | Total                    | 74        | 6         | 5           | 0      | —       | —      | —       | —      | 79      | 6      |
| Rijeka           | 2015–2016     | Prva HNL                 | 20        | 1         | 4           | 1      | 1       | 0      | —       | —      | 25      | 2      |
| Rijeka           | 2016–2017     | Prva HNL                 | 1         | 0         | 4           | 1      | —       | —      | —       | —      | 5       | 1      |
| Rijeka           | Total         | Total                    | 21        | 1         | 8           | 2      | 1       | 0      | —       | —      | 30      | 3      |
| Ahmat Groznîi    | 2016–2017     | Prima Ligă Rusă          | 19        | 1         | 1           | 0      | —       | —      | —       | —      | 20      | 1      |
| Ahmat Groznîi    | 2017–2018     | Prima Ligă Rusă          | 20        | 1         | 1           | 0      | —       | —      | —       | —      | 21      | 1      |
| Ahmat Groznîi    | Total         | Total                    | 39        | 2         | 2           | 0      | —       | —      | —       | —      | 41      | 1      |
| Total carieră    | Total carieră | Total carieră            | 226       | 18        | 22          | 2      | 3       | 1      | —       | —      | 251     | 21     |

1. ↑  Meciuri în competițiile europene precum Liga Campionilor UEFA și Europa League
2. ↑  Meciuri în alte competiții, precum Supercupa Albaniei

### Meciuri la națională
Până pe 26 martie 2018 
| Echipa națională | An    | Meciuri | Goluri |
| ---------------- | ----- | ------- | ------ |
| Albania          | 2011  | 4       | 0      |
| Albania          | 2012  | 6       | 1      |
| Albania          | 2013  | 8       | 0      |
| Albania          | 2014  | 3       | 0      |
| Albania          | 2015  | 7       | 0      |
| Albania          | 2016  | 11      | 0      |
| Albania          | 2017  | 8       | 3      |
| Albania          | 2018  | 1       | 0      |
| Total            | Total | 48      | 4      |

### Goluri la națională
Până pe 26 martie 2018. Rubrica scor arată scorul la momentul marcării golului de către Roshi. 
| Nr. | Data              | Stadion                                      | Selecție | Adversar          | Scor | Rezultat | Competiție                                                 |
| --- | ----------------- | -------------------------------------------- | -------- | ----------------- | ---- | -------- | ---------------------------------------------------------- |
| 1   | 16 octombrie 2012 | Stadionul Qemal Stafa, Tirana, Albania       | 9        | Slovenia          | 1 -0 | 1-0      | Calificările pentru Campionatul Mondial de Fotbal din 2014 |
| 2   | 4 iunie 2017      | Stade Josy Barthel, Route d'Arlon, Luxemburg | 42       | Luxemburg         | 1 -0 | 1-2      | Amical                                                     |
| 3   | 2 septembrie 2017 | Elbasan Arena, Elbasan, Albania              | 44       | Liechtenstein     | 1 -0 | 2-0      | Calificările la Campionatul Mondial din 2018 al FIFA       |
| 4   | 5 septembrie 2017 | Stadionul Mladost, Strumica, Macedonia       | 45       | Macedonia de Nord | 1 -0 | 1-1      | Calificările la Campionatul Mondial din 2018 al FIFA       |

## Titluri

### Club
Apolonia Fier
- Supercupa Albaniei: 2007-2008

Flamurtari
- Supercupa Albaniei: 2010-2011

Rijeka
- Prima Ligă Croată locul secund: 2015-2016

### Individual
- Talentul sezonului în Superliga Albaniei: 2010-2011